# Erosão do solo
A erosão do solo é a desnudação ou desgaste da camada superior do solo. É uma forma de degradação do solo. Este processo natural é causado pela atividade dinâmica de agentes erosivos, ou seja, água, gelo (geleiras), neve, ar (vento), plantas e animais (incluindo humanos). De acordo com esses agentes, a erosão é às vezes dividida em erosão hídrica, erosão glacial, erosão da neve, erosão eólica (eólica), erosão zoogênica e erosão antropogênica, como a erosão da lavoura. A erosão do solo pode ser um processo lento que continua relativamente despercebido ou pode ocorrer em um ritmo alarmante, causando uma séria perda da camada superficial do solo. A perda de solo das terras agrícolas pode se refletir na redução do potencial de produção agrícola, na menor qualidade da água superficial e em redes de drenagem danificadas. A erosão do solo também pode causar buracos.
As atividades humanas aumentaram de 10 a 50 vezes a taxa em que a erosão ocorre em todo o mundo. A erosão excessiva (ou acelerada) causa problemas "no local" e "fora do local". Os impactos no local incluem reduções na produtividade agrícola e (em paisagens naturais) colapso ecológico, ambos devido à perda das camadas superiores do solo, ricas em nutrientes. Em alguns casos, o resultado final é a desertificação. Os efeitos externos incluem sedimentação de cursos d'água e eutrofização de corpos d'água, bem como danos relacionados a sedimentos em estradas e casas. A erosão hídrica e eólica são as duas principais causas da degradação dos solos; combinadas, são responsáveis por cerca de 84% da extensão global de terras degradadas, tornando a erosão excessiva um dos problemas ambientais mais significativos em todo o mundo.
A agricultura intensiva, a desflorestação, as estradas, as chuvas ácidas, as alterações climáticas antropogênicas e a expansão urbana estão entre as atividades humanas mais significativas no que diz respeito ao seu efeito no estímulo à erosão. No entanto, existem muitas práticas de prevenção e remediação que podem reduzir ou limitar a erosão de solos vulneráveis.

## Processos físicos

### Precipitação e escoamento superficial

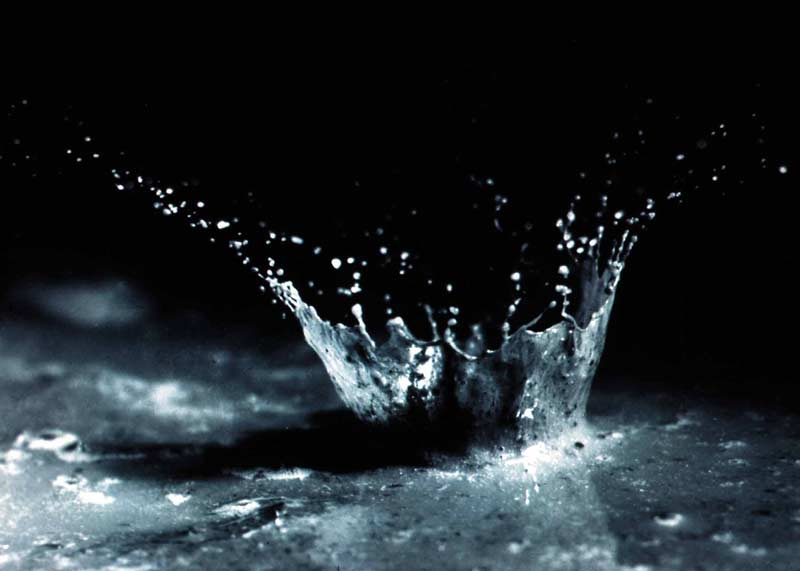
Solo e água sendo salpicados pelo impacto de uma única gota de chuva

A precipitação e o escoamento superficial que pode resultar da precipitação produzem quatro tipos principais de erosão do solo: erosão por respingos, erosão em camadas, erosão em sulcos e erosão em ravinas. A erosão por respingos é geralmente vista como o primeiro e menos severo estágio no processo de erosão do solo, seguido pela erosão em lâmina, depois pela erosão em sulcos e finalmente pela erosão em ravinas (a mais severa das quatro).
Na erosão por respingos, o impacto de uma gota de chuva que cai cria uma pequena cratera no solo, ejetando partículas do solo.
Se o solo estiver saturado, ou se a taxa de precipitação for maior que a taxa de infiltração de água no solo, ocorre o escoamento superficial. Se o escoamento tiver energia de fluxo suficiente, ele transportará partículas de solo soltas (sedimentos) pela encosta. A erosão laminar é o transporte de partículas soltas do solo pelo escoamento superficial.

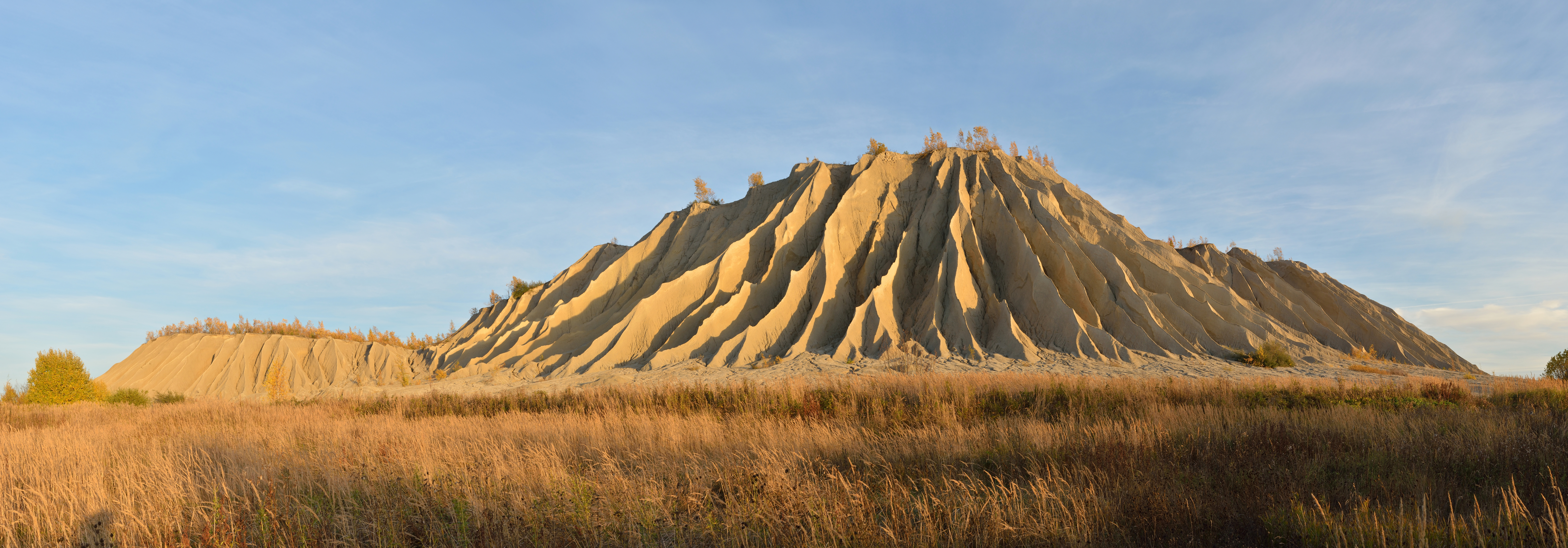
Um depósito de resíduos coberto por sulcos e ravinas devido a processos de erosão causados pela precipitação: Rummu, Estônia

A erosão em sulcos se refere ao desenvolvimento de pequenos caminhos de fluxo concentrado e efêmeros que funcionam como fonte de sedimentos e sistemas de distribuição de sedimentos para erosão em encostas. Geralmente, onde as taxas de erosão hídrica em áreas elevadas perturbadas são maiores, os riachos são ativos. As profundidades do fluxo em riachos são normalmente da ordem de alguns centímetros (cerca de uma polegada) ou menos e as encostas ao longo do canal podem ser bastante íngremes. Isto significa que os riachos apresentam uma física hidráulica muito diferente da água que flui através dos canais mais profundos e largos dos riachos e rios.
A erosão de ravinas ocorre quando a água do escoamento se acumula e flui rapidamente em canais estreitos durante ou imediatamente após chuvas fortes ou neve derretida, removendo o solo a uma profundidade considerável. Outra causa da erosão de ravinas é o pastoreio, que geralmente resulta na compactação do solo. Como o solo fica exposto, ele perde a capacidade de absorver o excesso de água, podendo ocorrer erosão em áreas suscetíveis.

### Rios e córregos

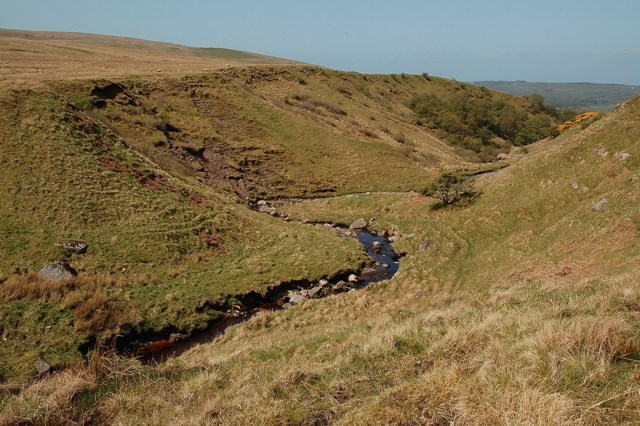
Dobbingstone Burn, Escócia — Esta foto ilustra dois tipos diferentes de erosão afetando o mesmo lugar. A erosão do vale ocorre devido ao fluxo do riacho, e as pedras e pedregulhos (e grande parte do solo) que ficam nas bordas são glaciais, até que foram deixados para trás quando as geleiras da era glacial fluíram sobre o terreno.

A erosão de vale ou riacho ocorre com o fluxo contínuo de água ao longo de uma característica linear. A erosão ocorre tanto para baixo, aprofundando o vale, quanto para a frente, estendendo o vale para a encosta, criando cortes na cabeceira e margens íngremes. No estágio inicial da erosão do curso d'água, a atividade erosiva é predominantemente vertical, os vales têm uma seção transversal típica em V e o gradiente do curso d'água é relativamente íngreme. Quando algum nível de base é atingido, a atividade erosiva muda para erosão lateral, o que alarga o fundo do vale e cria uma estreita planície de inundação. O gradiente do riacho se torna quase plano, e a deposição lateral de sedimentos se torna importante à medida que o riacho serpenteia pelo fundo do vale. Em todos os estágios da erosão dos cursos d'água, a maior parte da erosão ocorre durante as cheias, quando há mais água disponível e com movimento mais rápido para transportar uma carga maior de sedimentos. Em tais processos, não é apenas a água que sofre erosão: partículas abrasivas suspensas, seixos e pedras também podem atuar erosivamente ao atravessar uma superfície, num processo conhecido como tração.
A erosão das margens é o desgaste das margens de um córrego ou rio. Isso se distingue das mudanças no leito do curso d'água, que são chamadas de assoreamento. A erosão e as alterações na forma das margens dos rios podem ser medidas inserindo hastes de metal na margem e marcando a posição dessa superfície ao longo das hastes em momentos diferentes.
A erosão térmica é o resultado do derretimento e enfraquecimento do pergelissolo devido à movimentação da água. Pode ocorrer tanto ao longo dos rios quanto na costa. A rápida migração do canal do rio observada no rio Lena, na Sibéria, é devida à erosão térmica, uma vez que essas porções das margens são compostas de materiais não coesos cimentados com pergelissolo. Grande parte dessa erosão ocorre quando as margens enfraquecidas se rompem em grandes deslizamentos. A erosão térmica também afeta a costa do Ártico, onde a ação das ondas e as temperaturas próximas à costa se combinam para minar os penhascos de permafrost ao longo da costa e fazer com que eles se rompam. As taxas anuais de erosão ao longo de um segmento de cem quilômetros da costa do Mar de Beaufort atingiram uma média de 5,6 metros por ano, entre 1955 e 2002.

### Inundações

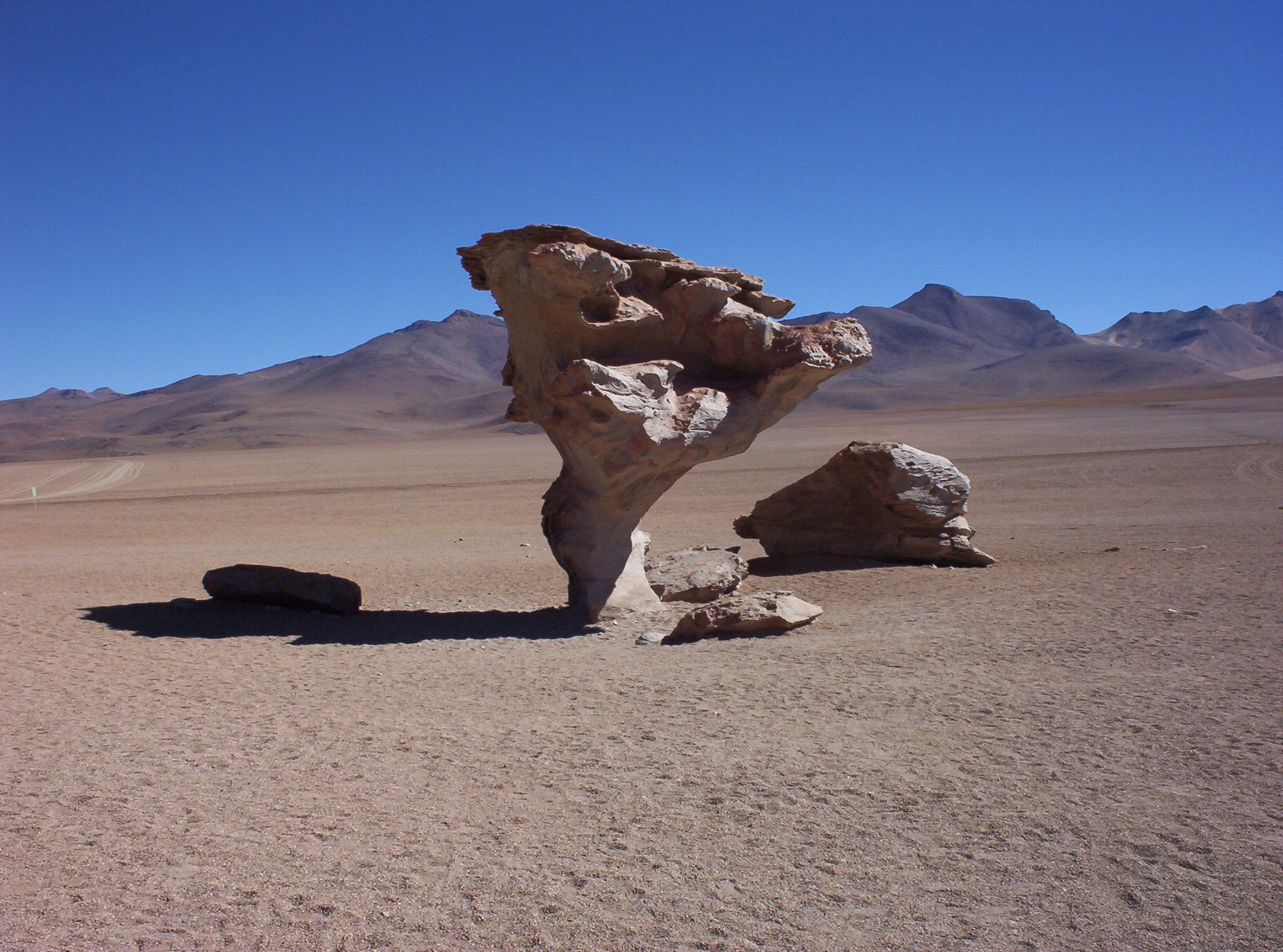
Árbol de Piedra, uma formação rochosa no Altiplano, Bolívia, esculpida pela erosão eólica

Em vazões extremamente altas, kolks ou vórtices são formados por grandes volumes de água correndo rapidamente. Kolks causam erosão local extrema, arrancando o leito rochoso e criando formações geográficas do tipo buracos, chamadas bacias escavadas na rocha. Exemplos podem ser vistos nas regiões de inundação resultantes do lago glacial Missoula, que criou as planícies canalizadas na região da Bacia de Columbia, no leste de Washington.
A erosão eólica é uma grande força geomorfológica, especialmente em regiões áridas e semiáridas. É também uma importante fonte de degradação dos solos, evaporação, desertificação, poeiras nocivas transportadas pelo ar e danos nas colheitas, especialmente depois de terem aumentado muito acima das taxas naturais devido a atividades humanas como a desflorestação, a urbanização e a agricultura.
erosão eólica pode ser de duas variedades principais: deflação, quando o vento pega e carrega partículas soltas; e abrasão, quando as superfícies são desgastadas ao serem atingidas por partículas transportadas pelo vento. A deflação é dividida em três categorias: (1) fluência superficial, onde partículas maiores e mais pesadas deslizam ou rolam pelo solo; (2) saltação, onde as partículas são levantadas a uma curta altura no ar e saltam e saltam pela superfície do solo; e (3) suspensão, onde partículas muito pequenas e leves são levantadas no ar pelo vento e geralmente são transportadas por longas distâncias. A saltação é responsável pela maior parte (50–70%) da erosão eólica, seguida pela suspensão (30–40%) e depois pela fluência da superfície (5–25%). Os solos siltosos tendem a ser os mais afetados pela erosão eólica; as partículas de silte são relativamente fáceis de destacar e levar embora.
A erosão eólica é muito mais severa em áreas áridas e durante períodos de seca. Por exemplo, nas Grandes Planícies, estima-se que a perda de solo devido à erosão eólica pode ser até 6100 vezes maior em anos de seca do que em anos úmidos.

### Movimento de massa

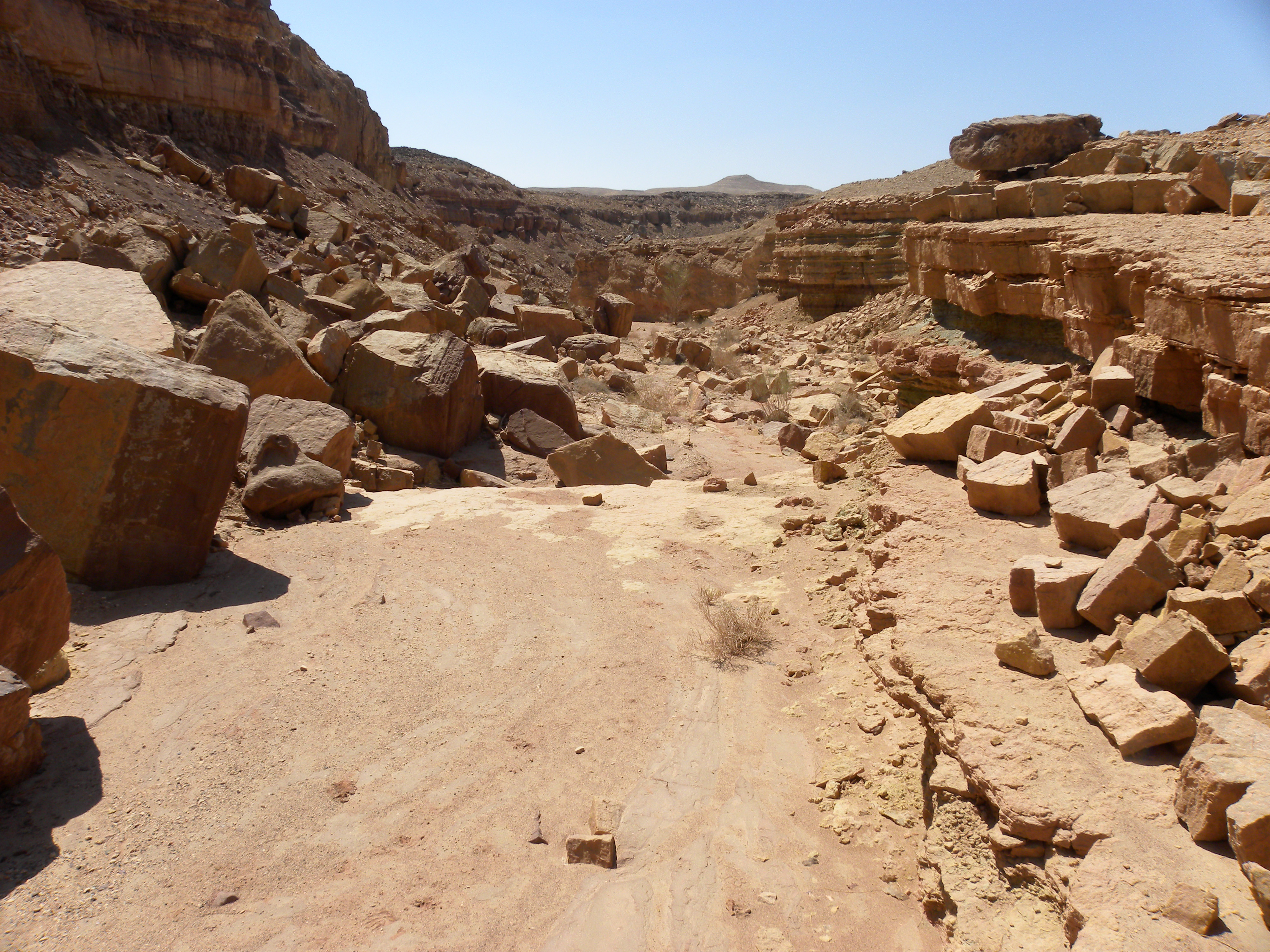
Wadi em Makhtesh Ramon, Israel, mostrando erosão por colapso gravitacional em suas margens

O movimento de massa é o movimento descendente e externo de rochas e sedimentos em uma superfície inclinada, principalmente devido à força da gravidade.
O movimento de massa é uma parte importante do processo erosivo e é frequentemente o primeiro estágio na decomposição e transporte de materiais intemperizados em áreas montanhosas. Ele move o material de elevações mais altas para elevações mais baixas, onde outros agentes erosivos, como riachos e geleiras, podem coletar o material e movê-lo para elevações ainda mais baixas. Processos de movimento de massa ocorrem continuamente em todas as encostas; alguns processos de movimento de massa agem muito lentamente; outros ocorrem muito repentinamente, muitas vezes com resultados desastrosos. Qualquer movimento perceptível de rocha ou sedimento em declive é frequentemente chamado em termos gerais de deslizamento de terra. No entanto, os deslizamentos de terra podem ser classificados de uma forma muito mais detalhada, que reflete os mecanismos responsáveis pelo movimento e a velocidade com que o movimento ocorre. Uma das manifestações topográficas visíveis de uma forma muito lenta de tal atividade é uma encosta de cascalho.
O desmoronamento ocorre em encostas íngremes, ao longo de zonas de fratura distintas, geralmente dentro de materiais como argila que, uma vez liberados, podem se mover rapidamente encosta abaixo. Eles geralmente mostram uma depressão isostática em forma de colher, na qual o material começou a deslizar para baixo. Em alguns casos, o abatimento é causado pela água abaixo do declive, enfraquecendo-o. Em muitos casos, é simplesmente o resultado de uma engenharia deficiente ao longo das rodovias, onde ocorre regularmente.
A fluência da superficial é o movimento lento de detritos de solo e rocha pela gravidade, que geralmente não é perceptível, exceto por meio de observação prolongada. No entanto, o termo também pode descrever o rolamento de partículas de solo desalojadas de 0,5 a milímetro de diâmetro pelo vento ao longo da superfície do solo.

### Erosão de lavoura

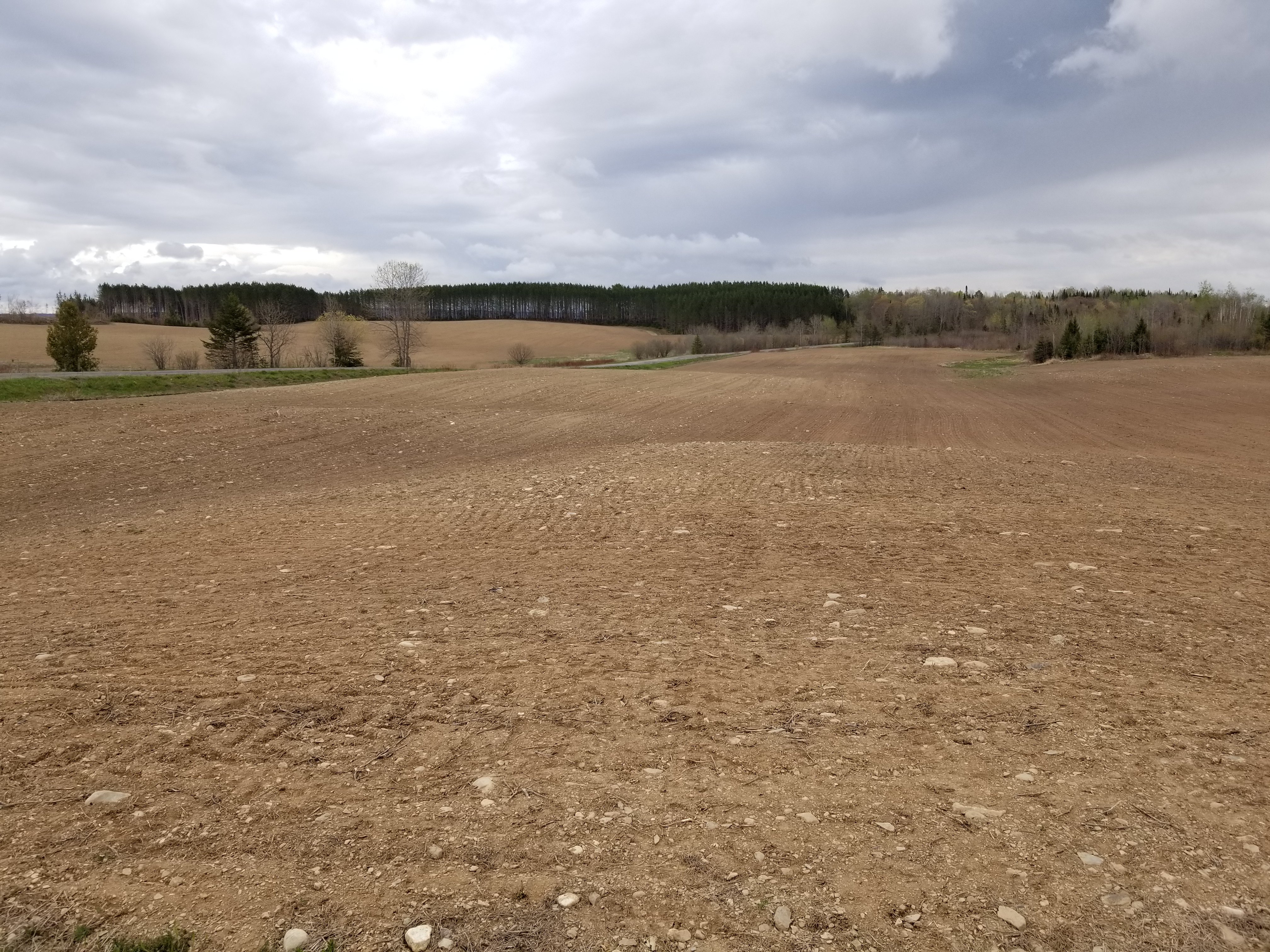
Topos de colinas erodidos devido à erosão de lavoura.

A erosão de lavoura é uma forma de erosão dos solos que ocorre em campos cultivados devido ao movimento do solo causado pelo seu cultivo. Há evidências crescentes de que a erosão de lavoura é um importante processo de erosão do solo em terras agrícolas, superando a erosão hídrica e eólica em muitos campos em todo o mundo, especialmente em terras inclinadas e montanhosas. Um padrão espacial característico de erosão do solo mostrado em muitos manuais e panfletos sobre erosão hídrica, os topos de colinas erodidos, é na verdade causado pela erosão de lavoura, uma vez que a erosão hídrica causa principalmente perdas de solo nos segmentos de encosta média e inferior de uma encosta, e não nos topos de colina. A erosão de lavoura resulta na degradação do solo, o que pode levar a uma redução significativa no rendimento das culturas e, portanto, a perdas económicas para a exploração agrícola.

## Fatores que afetam a erosão do solo

### Clima
Em algumas áreas do mundo (por exemplo, no centro-oeste dos EUA e na Floresta Amazônica), a intensidade da chuva é o principal determinante da erosividade, com chuvas de maior intensidade geralmente resultando em mais erosão do solo pela água. O tamanho e a velocidade das gotas de chuva também são fatores importantes. Gotas de chuva maiores e de maior velocidade têm maior energia cinética e, portanto, seu impacto deslocará as partículas do solo em distâncias maiores do que gotas de chuva menores e de movimento mais lento.
Em outras regiões do mundo (por exemplo, Europa Ocidental), o escoamento e a erosão resultam de intensidades relativamente baixas de chuvas estratiformes que caem em solos previamente saturados. Nessas situações, a quantidade de precipitação, e não a intensidade, é o principal fator determinante da gravidade da erosão do solo pela água.

### Estrutura e composição do solo

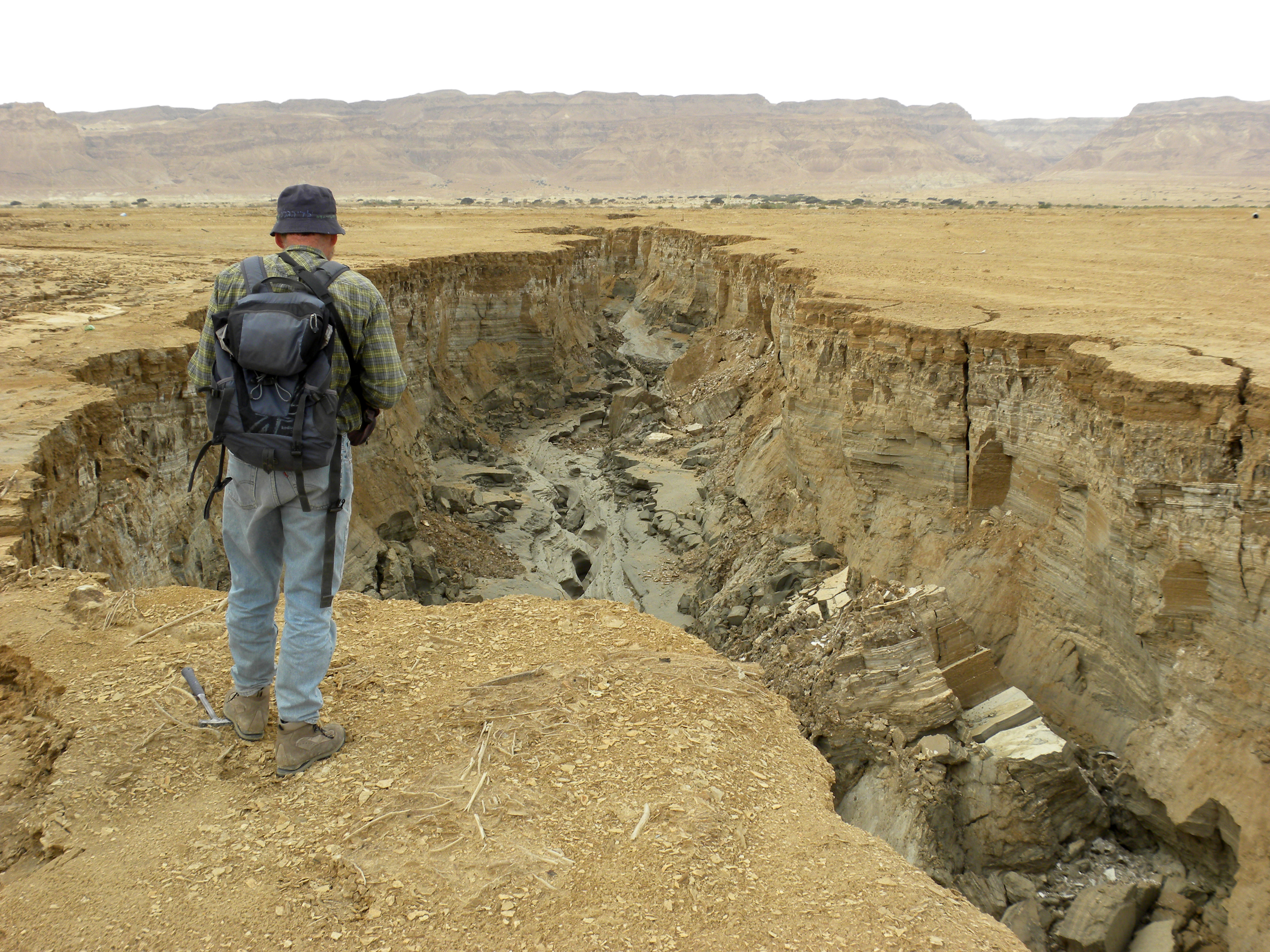
Ravina erosiva em sedimentos não consolidados do Mar Morto (Israel) ao longo da costa sudoeste. Esta ravina foi escavada por enchentes das Montanhas da Judeia em menos de um ano.

A composição, a umidade e a compactação do solo são fatores importantes na determinação da erosividade da chuva. Os sedimentos que contêm mais argila tendem a ser mais resistentes à erosão do que aqueles com areia ou silte, porque a argila ajuda a unir as partículas do solo. Solos que contêm altos níveis de materiais orgânicos são frequentemente mais resistentes à erosão, porque os materiais orgânicos coagulam os colóides do solo e criam uma estrutura mais forte e estável. A quantidade de água presente no solo antes da precipitação também desempenha um papel importante, pois estabelece limites para a quantidade de água que pode ser absorvida (e, portanto, impedida de fluir na superfície como escoamento erosivo). Solos úmidos e saturados não serão capazes de absorver tanta água da chuva, o que leva a níveis mais elevados de escoamento superficial e, portanto, a uma maior erosividade para um determinado volume de precipitação. A compactação do solo também afeta a permeabilidade do solo à água e, consequentemente, a quantidade de água que flui como escoamento. Solos mais compactados terão uma quantidade maior de escoamento superficial do que solos menos compactados.

### Cobertura vegetal
A vegetação atua como uma "interface" entre a atmosfera e o solo. Ela aumenta a permeabilidade do solo à água da chuva, diminuindo assim o escoamento. Ela protege o solo dos ventos, o que resulta na diminuição da erosão eólica, bem como em mudanças vantajosas no microclima. As raízes das plantas unem o solo e se entrelaçam com outras raízes, formando uma massa mais sólida e menos suscetível à erosão hídrica e eólica. A remoção da vegetação aumenta a taxa de erosão da superfície.

### Topografia
A topografia do terreno determina a velocidade com que o escoamento superficial flui, o que por sua vez determina a erosividade do escoamento. Encostas mais longas e íngremes (especialmente aquelas sem cobertura vegetal adequada) são mais suscetíveis a taxas muito altas de erosão durante chuvas fortes do que encostas mais curtas e menos íngremes. Terrenos mais íngremes também são mais propensos a deslizamentos de terra, deslizamentos de terra e outras formas de processos de erosão gravitacional.

## Atividades humanas que auxiliam na erosão do solo

### Práticas agrícolas

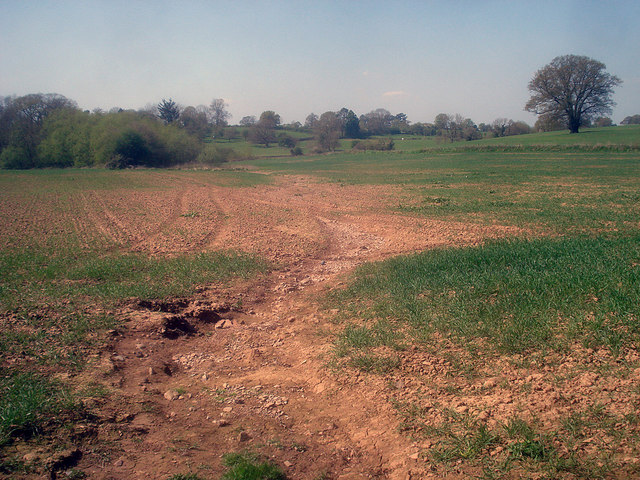
Terras agrícolas cultivadas como essas são muito suscetíveis à erosão causada pela chuva, devido à destruição da cobertura vegetal e ao afrouxamento do solo durante a aração.

As práticas agrícolas insustentáveis aumentam as taxas de erosão em uma a duas ordens de grandeza acima da taxa natural e excedem em muito a substituição pela produção do solo. O preparo do solo em terras agrícolas, que quebra o solo em partículas mais finas, é um dos principais fatores. O problema foi agravado nos tempos modernos, devido aos equipamentos agrícolas mecanizados que permitem aração profunda, o que aumenta severamente a quantidade de solo disponível para transporte pela erosão hídrica. Outras incluem a monocultura, a agricultura em encostas íngremes, o uso de pesticidas e fertilizantes químicos (que matam os organismos que unem o solo), o cultivo em linha e o uso de irrigação de superfície. Uma situação geral complexa com relação à definição de perdas de nutrientes dos solos pode surgir como resultado da natureza seletiva do tamanho dos eventos de erosão do solo. A perda de fósforo total, por exemplo, na fração erodida mais fina é maior em relação a todo o solo. Extrapolando esta evidência para prever o comportamento subsequente dentro dos sistemas aquáticos receptores, a razão é que este material mais facilmente transportado pode suportar uma concentração de P na solução menor em comparação com frações de tamanho mais grosseiro. A lavoura também aumenta as taxas de erosão eólica, desidratando o solo e quebrando-o em partículas menores que podem ser captadas pelo vento. A agravar esta situação está o facto de a maioria das árvores serem geralmente removidas dos campos agrícolas, permitindo que os ventos tenham percursos longos e abertos para viajarem a velocidades mais elevadas. O pastoreio intenso reduz a cobertura vegetal e causa uma compactação severa do solo, o que aumenta as taxas de erosão.

### Desmatamento

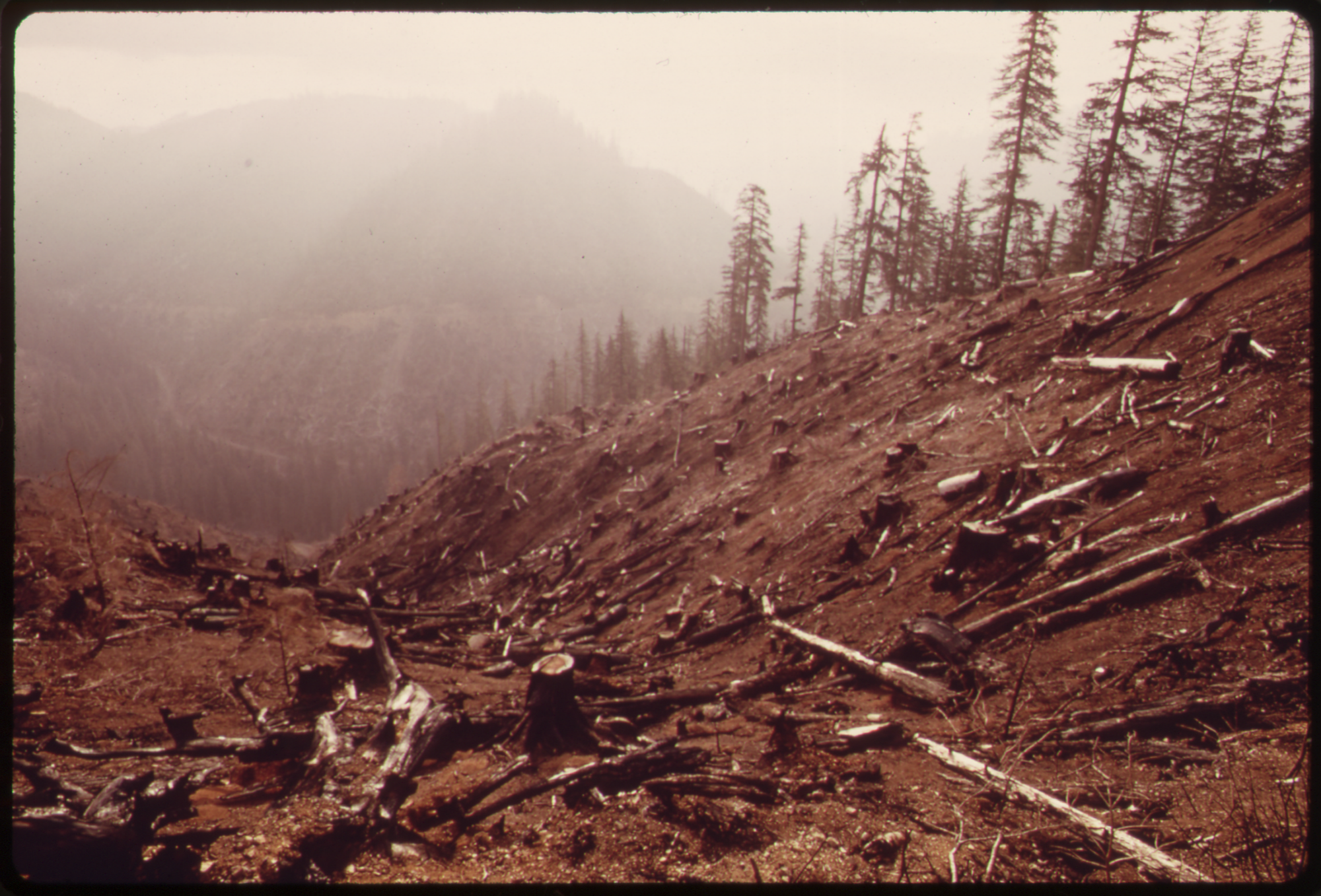
Neste corte raso, quase toda a vegetação foi arrancada da superfície de encostas íngremes, em uma área com chuvas muito intensas. Em casos como esse, ocorre erosão severa, causando sedimentação de riachos e perda de solo superficial rico em nutrientes.

Em uma floresta intocada, o solo mineral é protegido por uma camada de folhas e húmus que cobrem o solo da floresta. Essas duas camadas formam uma camada protetora sobre o solo que absorve o impacto das gotas de chuva. Eles são porosos e altamente permeáveis à chuva e permitem que a água da chuva se infiltre lentamente no solo abaixo, em vez de fluir sobre a superfície como escoamento. As raízes das árvores e plantas mantêm unidas as partículas do solo, impedindo que sejam levadas pela água. A cobertura vegetal atua reduzindo a velocidade das gotas de chuva que atingem a folhagem e os caules antes de atingir o solo, reduzindo sua energia cinética. No entanto, é o solo da floresta, mais do que a copa das árvores, que impede a erosão superficial. A velocidade terminal das gotas de chuva é atingida em cerca de 8 metros. Como as copas das florestas geralmente são mais altas do que isso, as gotas de chuva podem muitas vezes recuperar a velocidade terminal mesmo depois de atingirem a copa. No entanto, o solo florestal intacto, com suas camadas de serapilheira e matéria orgânica, ainda é capaz de absorver o impacto da precipitação.
O desmatamento causa aumento nas taxas de erosão devido à exposição do solo mineral, removendo as camadas de húmus e serapilheira da superfície do solo, removendo a cobertura vegetal que mantém o solo unido e causando forte compactação do solo pelo equipamento de extração de madeira. Depois que as árvores são removidas pelo fogo ou exploração madeireira, as taxas de infiltração se tornam altas e a erosão baixa na medida em que o solo da floresta permanece intacto. Incêndios graves podem levar a uma erosão significativa adicional se forem seguidos por chuvas intensas.
Globalmente, um dos maiores contribuintes para a perda erosiva do solo no ano de 2006 foi o tratamento de queimada das florestas tropicais. Em diversas regiões do planeta, setores inteiros de um país se tornaram improdutivos. Por exemplo, no planalto central de Madagáscar, que compreende aproximadamente dez por cento da área terrestre do país, praticamente toda a paisagem é estéril de vegetação, com sulcos erosivos tipicamente superiores a 50 metros de profundidade e 1 quilômetro de largura. A agricultura itinerante é um sistema agrícola que às vezes incorpora o método queimada em algumas regiões do mundo. Isso degrada o solo e faz com que ele se torne cada vez menos fértil.

### Estradas e impacto humano

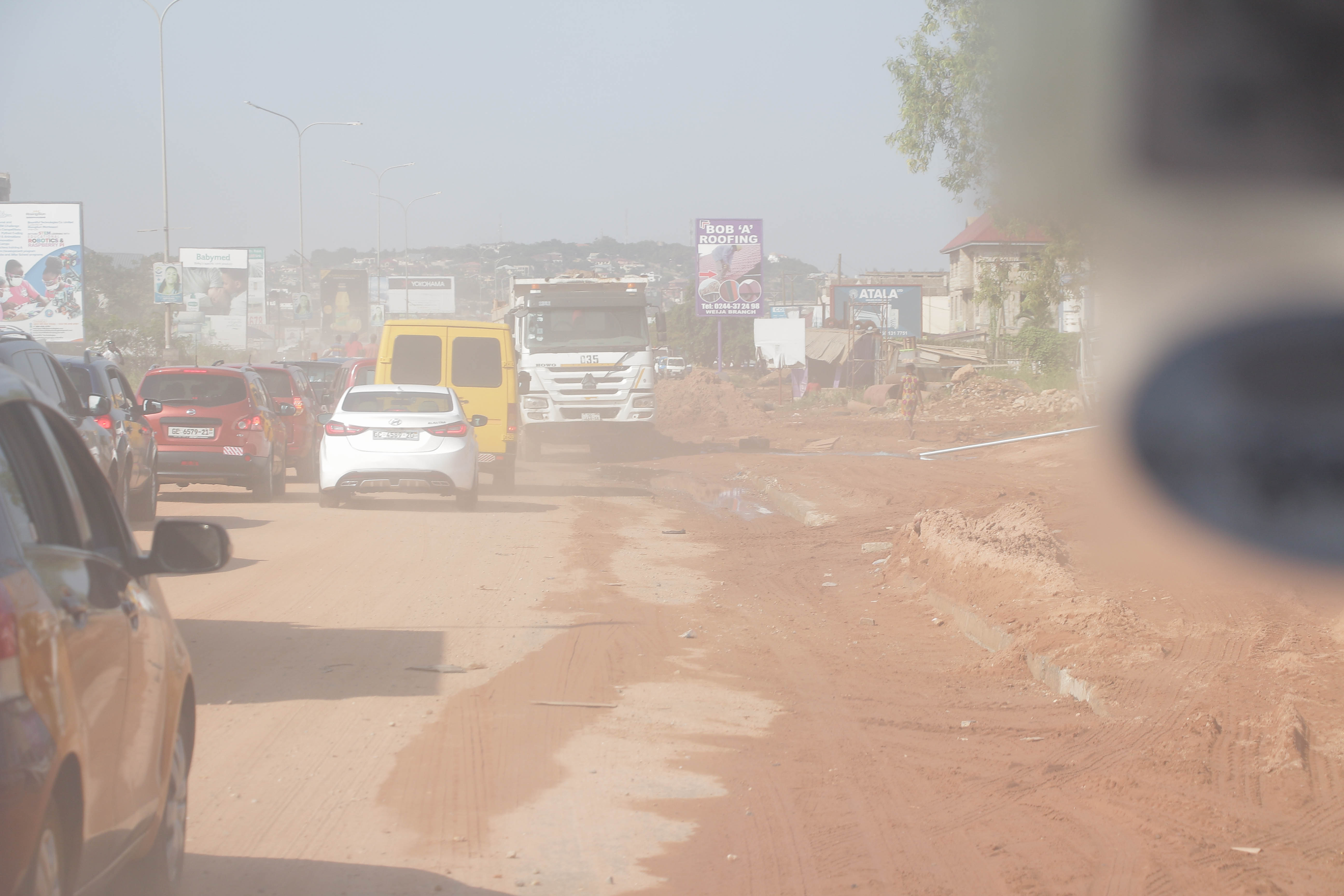
A erosão poluiu a rodovia de Kasoa após chuva torrencial em Gana.

O impacto humano tem efeitos importantes nos processos de erosão — primeiro ao desnudar a terra da cobertura vegetal, alterando os padrões de drenagem e compactando o solo durante a construção; e depois ao cobrir a terra com uma camada impermeável de asfalto ou concreto que aumenta a quantidade de escoamento superficial e aumenta a velocidade do vento na superfície. Grande parte dos sedimentos transportados pelo escoamento das áreas urbanas (especialmente estradas) está altamente contaminada com combustível, óleo e outros produtos químicos. Esse aumento do escoamento, além de erodir e degradar as terras por onde passa, também causa grandes perturbações nas bacias hidrográficas vizinhas, alterando o volume e a vazão da água que flui por elas e enchendo-as com sedimentos quimicamente poluídos. O aumento do fluxo de água através dos cursos de água locais também causa um grande aumento na taxa de erosão das margens.

### Mudanças climáticas
Espera-se que as temperaturas atmosféricas mais elevadas observadas nas últimas décadas conduzam a um ciclo hidrológico mais vigoroso, incluindo eventos de precipitação mais extremos. A subida do nível do mar que ocorreu como resultado das alterações climáticas também aumentou significativamente as taxas de erosão costeira.

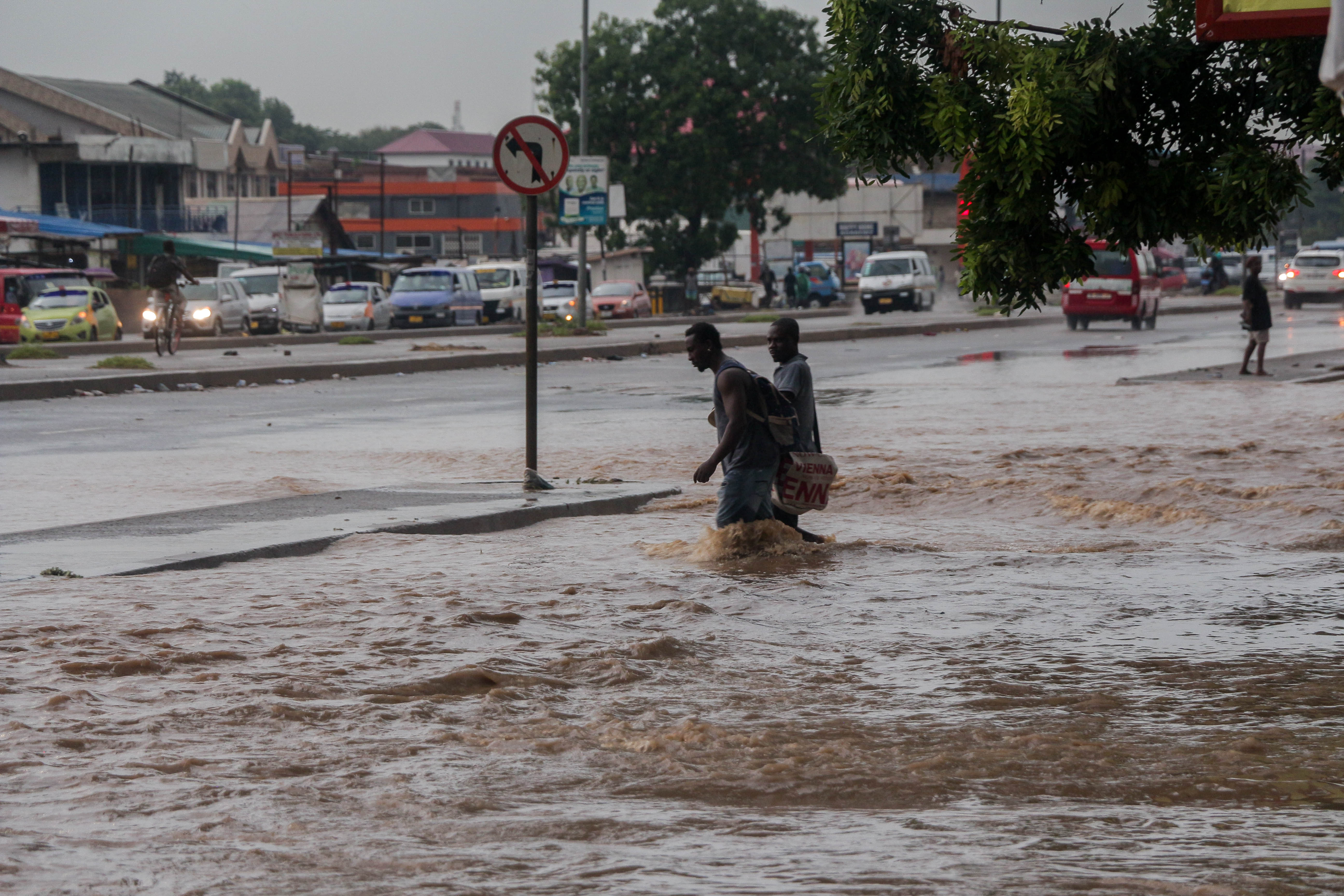
A maior parte de Accra fica inundada durante a estação chuvosa, causando crise ambiental em Gana

Estudos sobre erosão do solo sugerem que o aumento da quantidade e intensidade das chuvas levará a maiores taxas de erosão do solo. Portanto, se a quantidade e a intensidade das chuvas aumentarem em muitas partes do mundo, como esperado, a erosão também aumentará, a menos que medidas de melhoria sejam tomadas. Espera-se que as taxas de erosão do solo mudem em resposta às mudanças climáticas por vários motivos. A mais direta é a mudança no poder erosivo da chuva.
Outras razões incluem: a) mudanças na cobertura vegetal causadas por mudanças na produção de biomassa vegetal associadas ao regime de umidade; b) mudanças na cobertura de serapilheira no solo causadas por mudanças nas taxas de decomposição de resíduos vegetais impulsionadas pela temperatura e atividade microbiana do solo dependente da umidade, bem como nas taxas de produção de biomassa vegetal; c) mudanças na umidade do solo devido a mudanças nos regimes de precipitação e taxas de evapotranspiração, que alteram as taxas de infiltração e escoamento; d) mudanças na erodibilidade do solo devido à diminuição nas concentrações de matéria orgânica do solo em solos que levam a uma estrutura do solo que é mais suscetível à erosão e aumento do escoamento devido ao aumento da selagem e formação de crostas na superfície do solo; e) uma mudança da precipitação de inverno de neve não erosiva para chuva erosiva devido ao aumento das temperaturas de inverno; f) derretimento do permafrost, que induz um estado de solo erodível de um estado anteriormente não erodível; e g) mudanças no uso da terra necessárias para acomodar novos regimes climáticos.
Estudos realizados por Pruski e Nearing indicaram que, se não forem considerados outros fatores como o uso do solo, é razoável esperar uma mudança de aproximadamente 1,7% na erosão do solo para cada mudança de 1% na precipitação total devido às mudanças climáticas. Em estudos recentes, prevê-se um aumento da erosividade da precipitação de 17% nos Estados Unidos, de 18% na Europa, e globalmente de 30 a 66%.

## Efeitos ambientais globais

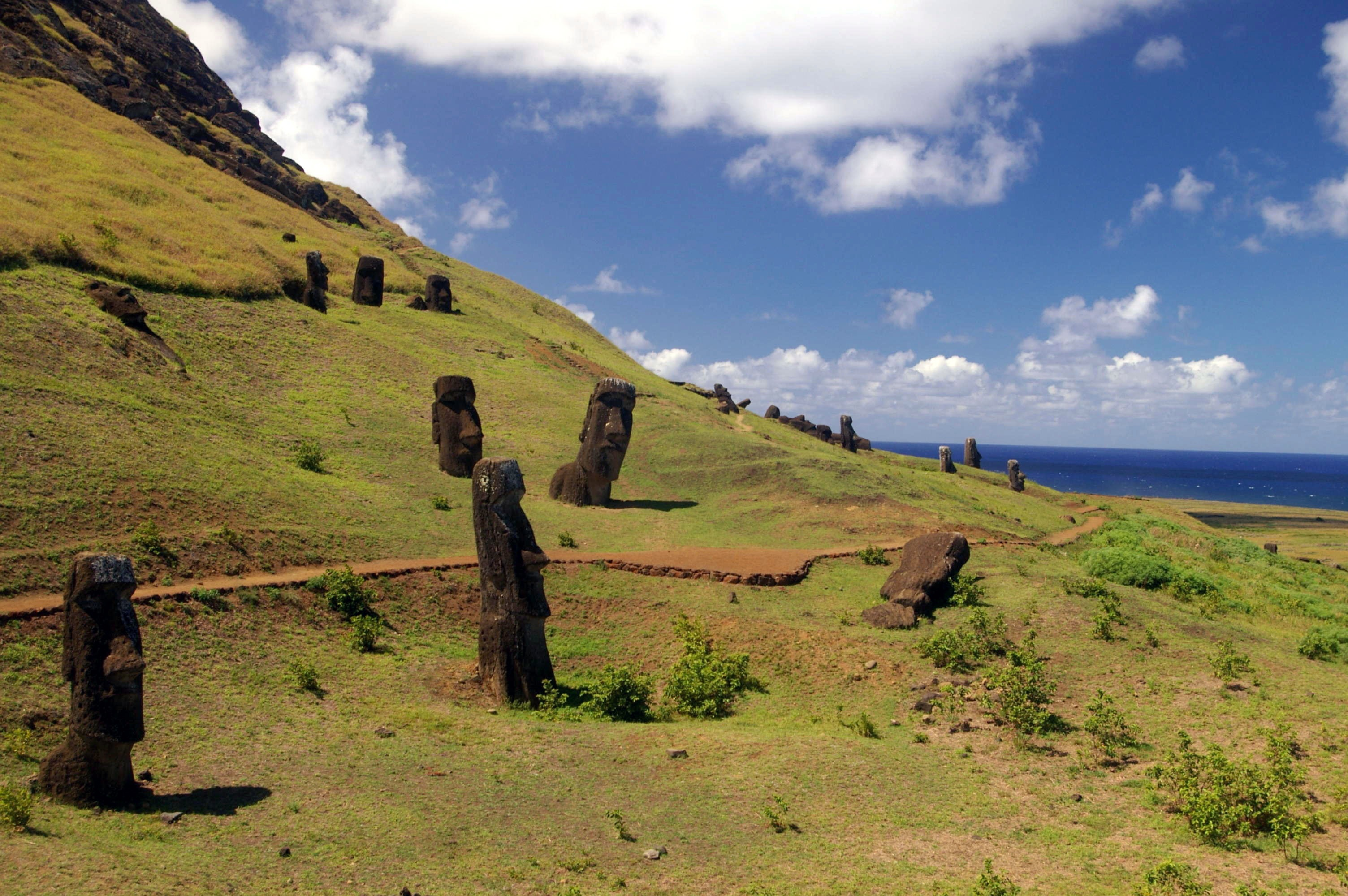
Durante os séculos XVII e XVIII, a Ilha de Páscoa sofreu severa erosão devido ao desmatamento e práticas agrícolas insustentáveis. A perda resultante da camada superficial do solo levou, em última análise, ao colapso ecológico, causando fome em massa e a desintegração completa da civilização da Ilha de Páscoa.

Devido à gravidade dos seus efeitos ecológicos e à escala em que ocorre, a erosão constitui um dos problemas ambientais globais mais significativos que enfrentamos hoje.

### Degradação da terra
A erosão hídrica e eólica são agora as duas principais causas da degradação dos solos; combinadas, são responsáveis por 84% da área degradada.
Todos os anos, cerca de 75 mil milhões de toneladas de solo são erodidas da terra, uma taxa que é cerca de 13 a 40 vezes mais rápida do que a taxa natural de erosão. Aproximadamente 40% das terras agrícolas do mundo estão seriamente degradadas. Segundo as Nações Unidas, uma área de solo fértil do tamanho da Ucrânia é perdida todos os anos devido à seca, à desflorestação e às alterações climáticas. Na África, se as tendências actuais de degradação do solo continuarem, o continente poderá ser capaz de alimentar apenas 25% da sua população até 2025, de acordo com o Instituto de Recursos Naturais em África da UNU, sediado em Gana.
Desenvolvimentos recentes de modelagem quantificaram a erosividade da chuva em escala global usando alta resolução temporal (<30 min) e registros de chuva de alta fidelidade. O resultado é um amplo esforço global de coleta de dados que produziu o Banco de Dados Global de Erosividade Pluviométrica (GloREDa), que inclui a erosividade da precipitação para 3.625 estações e abrange 63 países. Este primeiro Banco de Dados Global de Erosividade Pluviométrica foi usado para desenvolver um mapa global de erosividade em 30 segundos de arco (~1 km) com base em um sofisticado processo geoestatístico. De acordo com um novo estudo publicado na Nature Communications, quase 36 mil milhões de toneladas de solo perdem-se todos os anos devido à água, e a desflorestação e outras alterações na utilização dos solos agravam o problema. O estudo investiga a dinâmica global da erosão do solo por meio de modelagem espacialmente distribuída de alta resolução (tamanho de célula de aproximadamente 250 × 250 m). A abordagem geoestatística permite, pela primeira vez, a incorporação completa em um modelo global de erosão do solo do uso da terra e das mudanças no uso da terra, da extensão, dos tipos, da distribuição espacial das terras agrícolas globais e dos efeitos dos diferentes sistemas regionais de cultivo.
A perda de fertilidade do solo devido à erosão é ainda mais problemática porque a resposta é frequentemente a aplicação de fertilizantes químicos, o que leva a uma maior poluição da água e do solo, em vez de permitir que a terra se regenere.

### Sedimentação de ecossistemas aquáticos
A erosão do solo (especialmente causada por atividades agrícolas) é considerada a principal causa global de poluição da água, devido aos efeitos do excesso de sedimentos que fluem para os cursos de água do mundo. Os próprios sedimentos atuam como poluentes, além de serem transportadores de outros poluentes, como moléculas de pesticidas ou metais pesados.
O efeito do aumento da carga de sedimentos nos ecossistemas aquáticos pode ser catastrófico. O lodo pode bloquear os locais de desova dos peixes, preenchendo o espaço entre o cascalho no leito do riacho. Isso também reduz o suprimento de alimentos e causa sérios problemas respiratórios, pois os sedimentos entram em suas guelras. A biodiversidade de plantas aquáticas e algas é reduzida, e os invertebrados também não conseguem sobreviver e se reproduzir. Embora o evento de sedimentação em si possa ter uma duração relativamente curta, a perturbação ecológica causada pela mortandade em massa persiste frequentemente por muito tempo no futuro.
Um dos problemas de erosão hídrica mais sérios e duradouros do mundo ocorre na República Popular da China, no curso médio do Rio Amarelo e no curso superior do Rio Yangtze . Do Rio Amarelo, mais de 1,6 bilhões de toneladas de sedimentos fluem para o oceano a cada ano. O sedimento se origina principalmente da erosão hídrica na região do Planalto de Loess, no noroeste.

### Poluição atmosférica por poeira
Partículas de solo coletadas durante a erosão eólica do solo são uma importante fonte de poluição do ar, na forma de partículas transportadas pelo ar — "poeira". Estas partículas de solo transportadas pelo ar estão frequentemente contaminadas com produtos químicos tóxicos, como pesticidas ou combustíveis de petróleo, representando riscos ecológicos e para a saúde pública quando posteriormente aterram ou são inaladas/ingeridas.
A poeira da erosão atua para suprimir a precipitação e muda a cor do céu de azul para branco, o que leva a um aumento do pôr do sol vermelho. Os eventos de poeira têm sido associados a um declínio na saúde dos recifes de corais nas Caraíbas e na Flórida, principalmente desde a década de 1970. Plumas de poeira semelhantes têm origem no deserto de Gobi e, combinadas com poluentes, espalham-se por grandes distâncias a favor do vento, ou para leste, até à América do Norte.

## Monitoramento, medição e modelagem da erosão do solo

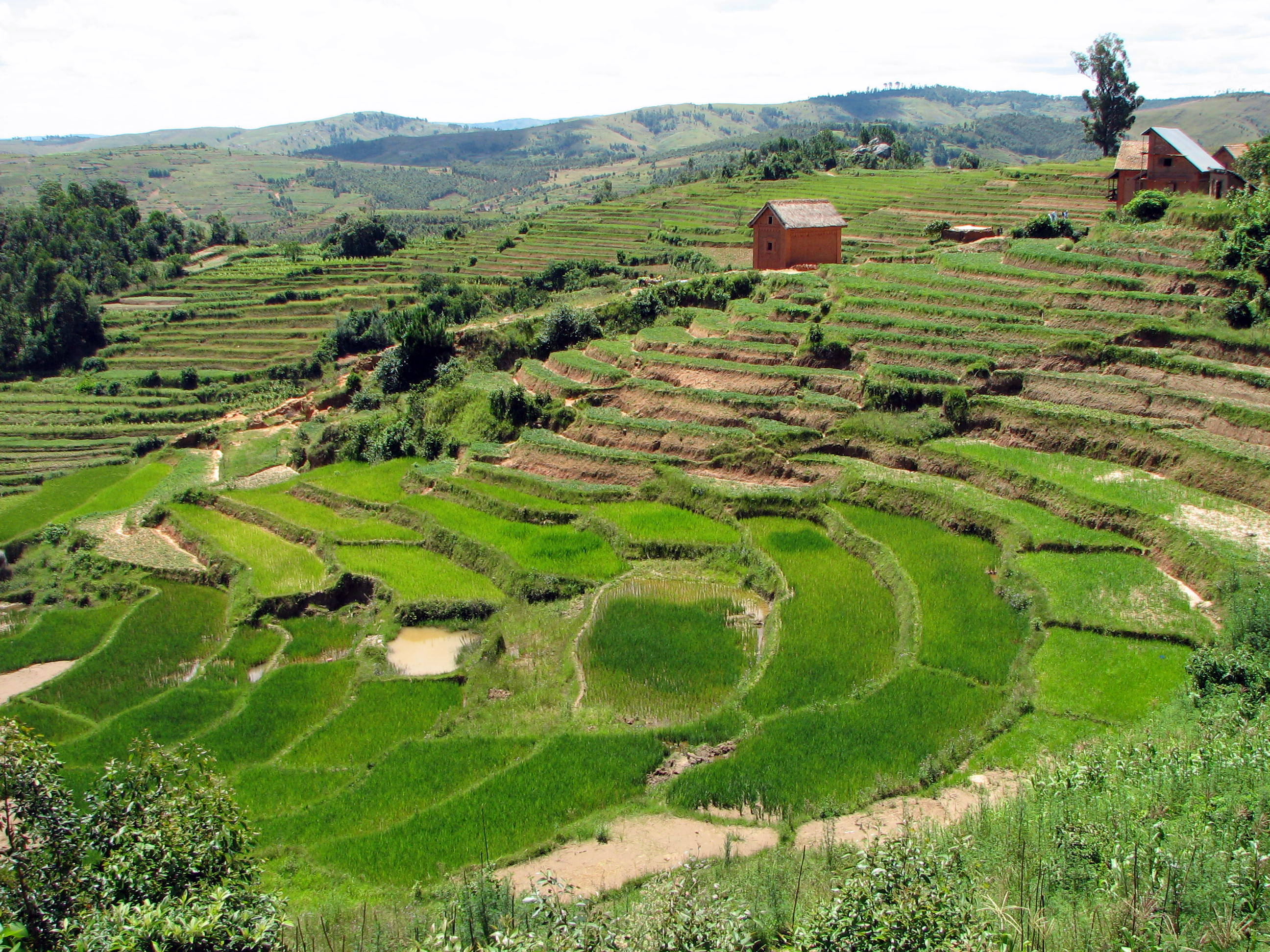
O terraceamento é uma técnica antiga que pode reduzir significativamente a taxa de erosão hídrica em encostas cultivadas.

O monitoramento e a modelagem dos processos de erosão podem ajudar as pessoas a entender melhor as causas da erosão do solo, fazer previsões de erosão sob uma série de condições possíveis e planejar a implementação de estratégias preventivas para a erosão. No entanto, a complexidade dos processos de erosão e o número de disciplinas científicas que devem ser consideradas para compreendê-los e modelá-los (por exemplo, climatologia, hidrologia, geologia, ciência do solo, agricultura, química, física, etc.) tornam a modelagem precisa um desafio. Os modelos de erosão também são não lineares, o que os torna difíceis de trabalhar numericamente e torna difícil ou impossível a sua ampliação para fazer previsões sobre grandes áreas a partir de dados coletados por amostragem de parcelas menores.
O modelo mais comumente usado para prever a perda de solo por erosão hídrica é a Equação Universal de Perda de Solo (EUPS). Isso foi desenvolvido nas décadas de 1960 e 1970. Ele estima a perda média anual de solo A em uma área do tamanho de um lote como:
A = RKLSCP
onde R é o fator de erosividade da chuva, K é o fator de erodibilidade do solo, L e S são fatores topográficos que representam comprimento e declive, C é o fator de cobertura e manejo e P é o fator de práticas de suporte.
Apesar da base espacial do EUPS ser em escala de parcela, o modelo tem sido frequentemente usado para estimar a erosão do solo em áreas muito maiores, como bacias hidrográficas, continentes e globalmente. Um grande problema é que o EUPS não consegue simular a erosão de ravinas e, portanto, a erosão de ravinas é ignorada em qualquer avaliação de erosão baseada no EUPS. No entanto, a erosão causada por ravinas pode representar uma proporção substancial (10–80%) da erosão total em terras cultivadas e pastadas.
Durante os 50 anos desde a introdução do EUPS, muitos outros modelos de erosão do solo foram desenvolvidos. Mas devido à complexidade da erosão do solo e dos seus processos constituintes, todos os modelos de erosão só conseguem aproximar-se aproximadamente das taxas de erosão reais quando validados, ou seja, quando as previsões dos modelos são comparadas com medições de erosão no mundo real. Assim, novos modelos de erosão do solo continuam a ser desenvolvidos. Alguns deles permanecem baseados no EUPS, por exemplo, o modelo G2. Outros modelos de erosão do solo abandonaram em grande parte (por exemplo, o modelo do Water Erosion Prediction Project) ou totalmente (por exemplo, o RHEM, o Rangeland Hydrology and Erosion Model) o uso de elementos EUPS. Os estudos globais continuam a basear-se no EUPS.
Em uma escala menor (por exemplo, para canais individuais, represas ou vertedouros), há modelos de taxa de erosão disponíveis com base na tensão de cisalhamento crítica da erosão, bem como na erodibilidade do solo. Eles podem ser medidos usando métodos de engenharia geotécnica, como o teste de erosão por furo ou o teste de erosão por jato.

## Prevenção e remediação

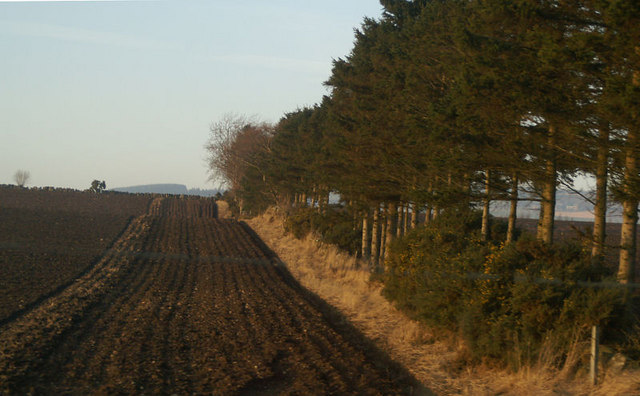
Um quebra-vento (fileira de árvores) plantado próximo a um campo agrícola, atuando como um escudo contra ventos fortes. Isso reduz os efeitos da erosão eólica e proporciona muitos outros benefícios.

O método mais eficaz conhecido para a prevenção da erosão é aumentar a cobertura vegetal na terra, o que ajuda a prevenir a erosão eólica e hídrica. O terraceamento é um meio extremamente eficaz de controlo da erosão, praticado há milhares de anos por pessoas em todo o mundo. Os quebra-ventos (também chamados de faixas de proteção) são fileiras de árvores e arbustos que são plantados ao longo das bordas dos campos agrícolas, para proteger os campos contra os ventos. Além de reduzir significativamente a erosão eólica, os quebra-ventos proporcionam muitos outros benefícios, como a melhoria dos microclimas para as culturas (que ficam protegidas dos efeitos desidratantes e prejudiciais do vento), habitat para espécies de aves benéficas, sequestro de carbono, e melhorias estéticas na paisagem agrícola. Os métodos tradicionais de plantação, como a cultura mista (em vez da monocultura) e a rotação de culturas, também demonstraram reduzir significativamente as taxas de erosão. Os resíduos das culturas desempenham um papel na mitigação da erosão, porque reduzem o impacto das gotas de chuva na quebra das partículas do solo.
Existe um maior potencial de erosão na produção de batatas do que no cultivo de cereais ou de oleaginosas. As forragens têm um sistema radicular fibroso, que ajuda a combater a erosão ao ancorar as plantas à camada superior do solo e cobrir todo o campo, uma vez que não é uma cultura em linha. Em sistemas costeiros tropicais, as propriedades dos manguezais têm sido examinadas como um meio potencial para reduzir a erosão do solo. Suas estruturas radiculares complexas são conhecidas por ajudar a reduzir os danos causados por ondas de tempestades e impactos de enchentes, ao mesmo tempo em que fixam e formam solos. Essas raízes podem diminuir o fluxo de água, levando à deposição de sedimentos e à redução das taxas de erosão. No entanto, para manter o equilíbrio dos sedimentos, é necessária uma largura adequada da floresta de mangue.